# Východoslovanské jazyky
Východoslovanské jazyky jsou skupinou slovanských jazyků, rozšířenou především ve východní Evropě. Všechny tyto jazyky používají ze zápisu různé varianty cyrilice. Vyvinuly se ze staroruštiny, jazyka Kyjevské Rusi 9.–13. století. Mezi živé východoslovanské jazyky patří ruština, běloruština, ukrajinština a rusínština; někdy považována za dialekt ukrajinštiny.

## Charakteristika
Původně slovanské jazyky zaujímaly podstatně menší území, než je tomu v současné době. Z pravlasti mezi řekami Odrou a Dněprem se dané území nejvíce rozšířilo v době stěhování národů, které datujeme kolem roku 500 n. l. Slované tak postupně začali osídlovat rozsáhlejší oblast východní Evropy a Balkánu a osídlování bylo ukončeno kolem 6.–7. století. Slovanské jazykové území se dělí na dvě oddělené části, severní a jižní. Část severní je větší, je tvořena územím západní a východní větve slovanských národů. Část druhá je menší, je tvořená jižní větví. Dvě uvedené části dělí pásmo rumunského, maďarského a německého jazykového území.
Slovanské jazyky se řadí mezi jazyky indoevropské. Indoevropská jazyková rodina je společné označení pro více příbuzných jazyků Evropy a také značné části západní Asie. Tyto jednotlivé indoevropské jazyky historicky vycházejí ze společného základu, z tak zvaného prajazyka, který se vývojem rozdělil na další jazykové skupiny. Indoevropské jazyky jsou dnes rozšířené na všech kontinentech světa, dokonce jimi mluví největší počet lidí na světě. Nejstarším spisovným slovanským jazykem je staroslověnština, která se zakládá na nářečích Slovanů, kteří žili okolo Soluně v 9. století. Staroslověnština je velmi starobylá a jen málo se liší od praslovanštiny, která je považována za společný základ všech slovanských jazyků. Vlivem nářečního štěpení praslovanštiny se utvořily dnešní tři skupiny slovanských jazyků.
Skupinu slovanských jazyků členíme podle jejich zeměpisného umístění a na základě jazykové příbuznosti. Podle těchto kritérií slovanské jazyky rozdělujeme na východoslovanské, západoslovanské a jihoslovanské. Mezi východoslovanské jazyky řadíme ruštinu, běloruštinu a ukrajinštinu, někdy rovněž rusínštinu. Skupina východoslovanských jazyků představuje nejvíce příbuznou skupinu, co se slovanských jazyků týče. Písmo, které využívají všechny východoslovanské jazyky, je cyrilice a typickým znakem této skupiny jazyků je pohyblivý přízvuk. Do skupiny západoslovanských jazyků řadíme polštinu, češtinu, slovenštinu, horní lužickou srbštinu a dolní lužickou srbštinu. Mezi jazyky jihoslovanské můžeme zařadit slovinštinu, chorvatštinu, bosenštinu, srbštinu, bulharštinu a makedonštinu.

## Ruský jazyk (русский язык)
Ruský jazyk, jako jazyk mateřský, užívá dnes asi 170 miliónů lidí na celém světě. Jen v Rusku tímto jazykem hovoří zhruba 128 miliónů osob (asi 87 procent obyvatel). Na území Ruska se můžeme setkat s vůbec největším počtem jazyků, kterými se v jednom státě mluví. Mnohočetné menšiny Rusů nalezneme také v dalších zemích, jako třeba v Uzbekistánu, Bělorusku, Turkmenistánu, Ázerbájdžánu, Gruzínsku, Litvě a v Tádžikistánu. Mnoho Rusů žije také v dalších zemích, hlavně v USA. Ruština je úředním jazykem celé Ruské federace. „Na území republik, krajů, oblastí a autonomních okruhů jsou úředními jazyky rovněž jazyky národní, pokud tak stanoví ústavy těchto subjektů.“
Ruský jazyk patří do jazyků světových a slouží také jako mluva užívaná v nadnárodní komunikaci. Ruštinou se dnes mluví v Rusku, bývalých republikách Sovětského svazu socialistických republik, dále v Mongolsku, Finsku a Izraeli a úředním jazykem je v Rusku, Bělorusku, Kazachstánu, Kyrgyzstánu, Krymu, Abcházii a Jižní Osetii v Gruzii, Podněstří a Gagauzii v Moldávii. V Ruské federaci jazyk ovládá 20 miliónů neruských národů a národností. Ruština má také svůj politický význam a tvoří jeden ze šesti úředních jazyků Organizace spojených národů.
Ruský jazyk je z jazyků východoslovanských nejrozšířenějším a nejužívanějším jazykem. Jazyková situace ale nebyla nikdy stabilní a proměnlivost počtu mluvících se v různých obdobích značně lišila. Jen pro příklad můžeme uvést, že zatímco v 16. století stála ruština na 6. místě (3 milióny mluvčích) co do počtu osob mluvících rusky, v 19. století již situace vypadala podstatně jinak a ruský jazyk byl na 2. místě (31 miliónů), v polovině 20. století zaujímala ruština hned 1. místo (120 miliónů). V dobách studené války byl ruský jazyk nejužívanějším jazykem zemí Varšavské smlouvy a RVHP. Také se povinně jazyk učil ve školách, v Československu až do roku 1990.
Při charakteristice spisovného ruského jazyka je potřeba odlišovat východoslovanský základ a církevně-slovanské prvky. K těm můžeme zařadit na příklad slova glava, strana, předpona –raz. Vedle nich jsou často původní ruské tvary golova, storona (obvykle s trochu jiným významem).
Ruština má šest pádů. Ve spisovném ruském jazyce se nikdy nevypouští podmět a můžeme se často setkat s přechodníky. V ruském jazyce se uplatňuje užívání neosobních vět. Ruská věta neobsahuje, tak jako v češtině, sloveso „BÝT“, rovněž můžeme pozorovat rozdíl při vyjadřování větných vazeb „MÍT“, které ruská věta vyjadřuje vazbou У меня, У тебя, У вас. V ruštině se písmeno Г vyslovuje jako české G. V běloruštině ani ukrajinštině se takto nevyslovuje. Při ruském časování je časté užívání opisných tvarů, které se tvoří pomocí neohybných slov, na rozdíl od běloruského a ukrajinského jazyka, kdy to není příliš častým jevem. Starší ruská slova mají původ v turkických jazycích, nová slova jsou často přejatá z němčiny, angličtiny nebo francouzštiny.
Písmem v Rusku je cyrilice, v souvislosti s ruštinou mnohdy označována jako azbuka. Počátkem 18. století proběhla reforma spisovné ruštiny a úprava cyrilice na graždanku a roku 1917 byla uskutečněna pravopisná reforma, která zjednodušila písmo. Písmo je velmi rozšířené, a to především u slovanských národů. Liší se podle jazyků a jejich pravopisných soustav. Ruská azbuka je složena z 33 písmen. Tvoří ji 21 souhlásek, 10 samohlásek, měkký znak a tvrdý znak. Podoba písmen i jejich pořadí vychází z řecké abecedy a tím pádem se v mnohém podstatně liší od latinské abecedy, která se například užívá v českém jazyce. V azbuce je obsaženo několik písmen, která v latinské abecedě zcela chybí, některá písmena azbuky mají shodnou grafickou podobu, některá jsou odlišná. Ruština má tyto samohlásky: u, o, a, e, i, y. Souhlásky: p, t, k, b, d, g, c, č, f, v, s, z, š, ž, ch, m, n, l, r, j. Souhlásky jen měkké jsou й, ч, щ, souhlásky jen tvrdé jsou ж, ш, ц. Ostatní souhlásky mohou být tvrdé i měkké.
Jazykové území Ruska je možné rozdělit na dvě části, a to část severní a část jižní, s přechodným pásem středoruských nářečí. Mezi nářečími jsou značné rozdíly. Za zásadní odlišující jev u severoruských nářečí můžeme považovat absenci tak zvaného „akání“, to znamená, že lidé užívající dané nářečí neznají redukci samohlásek. Středoruská nářečí mají přechodný charakter a právě z těchto nářečí vychází spisovný ruský jazyk.
Následující písmena se vždy přepisují jednotným způsobem: a = a, б = b, в = v, д = d, ж = ž, з = z, й = j, к = k, л = l, м = m, н = n, о = o, п = p, р = r, с = s, т = t, у = u, ф = f, ц = c, ч = č, ш = š, щ = šč, е = je na začátku slova, po samohláskách a jerech, e = ě po d, t, n (s výjimkou jmen původu západoslovanského), e = e po všech ostatních souhláskách, ё = jo, jestliže nenásleduje po d, t, n (změkčuje předcházející souhlásku) a ž, š, č, šč (přepisujeme jako o); э = e, u = i; ъ se vynechává; ь se vynechává s výjimkou d, t, n (změkčuje souhlásky na ď, ť, ň); ы = y; ю, я = ju, ja s výjimkou d, t, n, kdy se předcházející souhláska změkčuje; г =g, кс = x ve slovech zřetelně západoevropského nebo řeckého původu, ks v ostatních případech.
Ruský slovní přízvuk je na rozdíl od češtiny velmi důrazný a pohyblivý. Může být na kterékoli slabice a mají ho taktéž jednoslabičná slova, pokud jsou samostatná nebo důležitá pro smysl věty. I přesto, že v běžné ruské větě přízvuky nejsou označovány, jsou velmi důležité jak pro správnou výslovnost, tak pro rozlišení gramatického tvaru. Také přízvučné samohlásky jsou vyslovovány výrazněji, než v češtině. Přízvučné „A“ se vyslovuje hlouběji, avšak ještě výraznější je výslovnost přízvučné samohlásky „O“, kterou vyslovujeme skoro jako dvojhlásku s „U“ na začátku „UO“.

## Běloruský jazyk (Беларуская мова)
Běloruština je jazyk příbuzný nejvíce ruštině a ukrajinštině. Podle Ústavy Běloruska jsou zde dva oficiální státní jazyky, běloruština a ruština. Častěji užívaná při běžné komunikaci je však ruština, která se používá také při obchodních jednáních, avšak v národní literatuře a kultuře převažuje spíše běloruština. Běloruským jazykem v současné době hovoří asi 8 miliónů lidí. Tento jazyk se samozřejmě nejvíce užívá v Bělorusku, běloruské menšiny žijí v největším zastoupení v Rusku (1 milión), na Ukrajině (415 000), dále v Polsku, Lotyšsku, Litvě, Kazachstánu a v USA. Běloruský jazyk tvoří jakýsi přechod mezi jazykem ruským a jazykem ukrajinským. Běloruština má podobně jako i ukrajinština mnoho stejných slov s polštinou a také s dalšími západoslovanskými jazyky. Co se týče nářečí, je běloruština značně diferencovaná, nářečí přecházejí pozvolně do ruštiny a ukrajinštiny. Můžeme je rozdělit na skupinu Podleskou a na hlavní běloruský masiv. Podleská skupina je blízká ukrajinským nářečím a běloruský masiv se dále dělí na jihozápadní skupinu, středně-běloruská nářečí a na severovýchodní skupinu.
Písmem je cyrilice, která má 34 písmen, méně zastoupená je ale i latinka. V běloruštině najdeme písmena, která ruština ani ukrajinština nemají. Písmeno Дж (dž), Дз (dz), І, Ў (krátké u). Běloruské písmeno „Г“ čteme jako „H“. Pro označení měkkého „I“ se užívá písmeno „І“. Velmi časté je v běloruštině užívání písmene „Э“, které v ruštině tolik užívané není. Především v běloruštině se objevuje předsouvání souhlásky „V“ před slova, která by jinak začínala samohláskou. Dále v jazyce najdeme párovou měkkost souhlásek, rozdílem oproti ruštině jsou písmena R, Š, Č, která se vyskytují jen v tvrdé podobě. V běloruském jazyce je při výslovnosti rovněž patrné „akání“, které je ještě výraznější, než v ruštině. Tento jev se projevuje rovněž v písemné formě, kdy se při psaní běloruských slov mnohdy setkáme s psaním písmene „A“ místo písmene „O“, které máme často v psané ruštině.

## Ukrajinský jazyk (українська мова)
Ukrajinský jazyk patří mezi jazyky východoslovanské, je si nejvíce podobný s jazykem běloruským, polským, slovenským a až poté s jazykem ruským. Dříve byla ukrajinština nazývána také jako maloruština.
Ačkoliv se ukrajinština užívá jako úřední jazyk na Ukrajině, zakořeněná je více v západní a střední části země, a to nejvíce v okolí Lvova. Ukrajinským jazykem dnes mluví zhruba 38 miliónů lidí na Ukrajině. Mimo svou zemi žije skoro 7 miliónů Ukrajinců a ukrajinština jako oficiální jazyk je užívána v Podněstří a několika obcích ve Vojvodině. Nejvíce osob této národnosti, žijících mimo Ukrajinu, nalezneme především v Rusku (4 milióny), Kazachstánu (840 000), Moldavsku (580 000), Kanadě, USA, Polsku, Bělorusku, Argentině, Kyrgyzstánu, Lotyšsku, Rumunsku nebo na Slovensku.
Ukrajinština se ve vesnicích na Zakarpatí mísí se zakarpatským dialektem – rusínštinou, někdy označovanou za samostatný jazyk, někdy pouze za nářečí ukrajinštiny. Ve východní části Ukrajiny (v Kyjevě, na Krymu, na Donbasu) a jižní části se mluví spíše rusky. „Na základě rozhodnutí některých místních orgánů je v úředním styku používána rovněž ruština (především ve východních oblastech – Luhanské, Doněcké, Charkovské oblasti a na Krymu).“
Ukrajinské nářečí se rozděluje na severní, jihozápadní, a jihovýchodní a pozvolně přechází do běloruštiny a polštiny. Základ spisovného ukrajinského jazyka představuje nářečí jihovýchodní. Specifickým jevem pro ukrajinský jazyk je tak zvaný „suržyk“ (суржик). Je to smíšený jazyk, vycházející z jazyka ruského a ukrajinského, který má hlavně ukrajinskou gramatiku a výslovnost, avšak slovní zásobu má spíše ruskou.
Ukrajinskou cyrilici tvoří 33 písmen a je dosti podobná ruské azbuce. Jsou však mezi nimi rozdíly, jako například odlišné vyjadřování tvrdého a měkkého i/y. Podle tohoto odlišovacího jevu při čtení lehce rozpoznáme, o jaký jazyk se jedná. V ruském jazyce užíváme pro tvrdé „Y“ znak „Ы“, pro měkké „И“. V ukrajinském jazyce pro tvrdé „Y“ znak „И“, pro měkké „І“. Specifické je ukrajinské písmeno „Ї“, které se vyslovuje jako „JI“. Další odlišností je ukrajinské písmeno „Г“, které v ruštině značí písmeno „G“, avšak v ukrajinštině písmeno „H“. Písmeno „G“ je užíváno jen zřídka. Pro označení skutečného písmene „G“ slouží v ukrajinštině znak „Ґ“. Proti ruštině písmeno „E“ označuje skutečné „E“, nikoli „JE“, jak je tomu v ruštině. Pro změkčené „JE“ slouží znak „Є“. Tento znak ruský jazyk nemá, ale má navíc písmeno „Э“.
Přízvuky se stejně jako v ruském jazyce běžně neoznačují. Písmeno „O“ se v ukrajinštině vždy čte jako „O“, to platí i pro nepřízvučné „O“, které v ruštině čteme jako písmeno „A“. Písmena Є, Ю, Я, po některých souhláskách změkčují předchozí souhlásku. Vyslovují se E, U, A.
Ukrajinský jazyk má také poměrně hodně prvků, které má společné s jazyky západoslovanskými. Hlavním specifikem tohoto jazyka je zachování znělých souhlásek na konci slov před pauzou. Tento jev přechází i na část běloruského území. Často je užíván tak zvaný „ikavismus“ a také předsouvání souhlásky „V“ tam, kde by jinak začínalo slovo samohláskou, stejně jako v běloruštině. Apostrof při psaní má podobnou funkci jako tvrdý znak v ruském jazyce.
Dalším znakem je záporové nema(je) (s genitivem), což má význam jako ruský zápor net, nebo české slovo není. Ukrajinský tvar nema v tomto významu má obdobu v polštině, bulharštině, srbochorvatštině nebo v běloruštině.

## Rusínský jazyk (русиньскый язык)
V 19. století probíhalo na územích států národní obrození, k němuž se přidalo také karpatské obyvatelstvo. Cílem obrození bylo zformovat spisovný slovanský jazyk pro Rusíny, avšak žádný z několika pokusů se nepodařil. Po druhé světové válce byli Rusíni prohlášeni za Ukrajince. Kodifikace rusínského jazyka proběhla až 27. 1. 1995 na Slovensku a Rusíni v Maďarsku rovněž přijali za svůj tento jazyk. V Polsku Rusíni rozvíjejí svoji vlastní verzi jazyka. Na západní Ukrajině již není velký zájem o rozvoj rusínského jazyka, což je dáno především tím, že se větší část Rusínů hlásí k ukrajinské národnosti.
Rusínština je jazyk, který používají obyvatelé Karpatské oblasti západní části Ukrajiny a jihovýchodní oblasti Polska a také na Slovensku. Rusíni dále žijí v severovýchodním Maďarsku, Rumunsku, severovýchodním Srbsku, na Vojvodině a v Bačce. Rusínština má typické rysy východoslovanských jazyků, hlavně pak ukrajinštiny, ale je také silně ovlivněna západoslovanským jazykem, a to slovenštinou. Rusínštinu lze chápat jako samostatný jazyk, ale také jako dialekt, protože Rusíni nemají vlastní stát a rusínština je pro některé jen souborem více nářečí. Písmem rusínštiny je jako i u dalších východoslovanských jazyků cyrilice, někdy je ovšem používána i latinka.
Rusínská cyrilice je složena z 37 písmen. Rusínské písmeno „Г“, čteme jako „H“. Pro skutečné písmeno „G“ slouží rusínské „Ґ“. Písmeno „Є“ čteme jako „JE“. Rusínská cyrilice má všechna tři „I“. Písmeno „И“ značí „Y“, písmeno „І“ značí „I“ a písmeno „Ї“ čteme jako „JI“. Oproti dalším východoslovanským jazykům má rusínština také písmeno „Ѣ“. Souhlásky Ж, Ш, К, Г, Х se vyslovují vždy tvrdě.